# Jean Pécolat

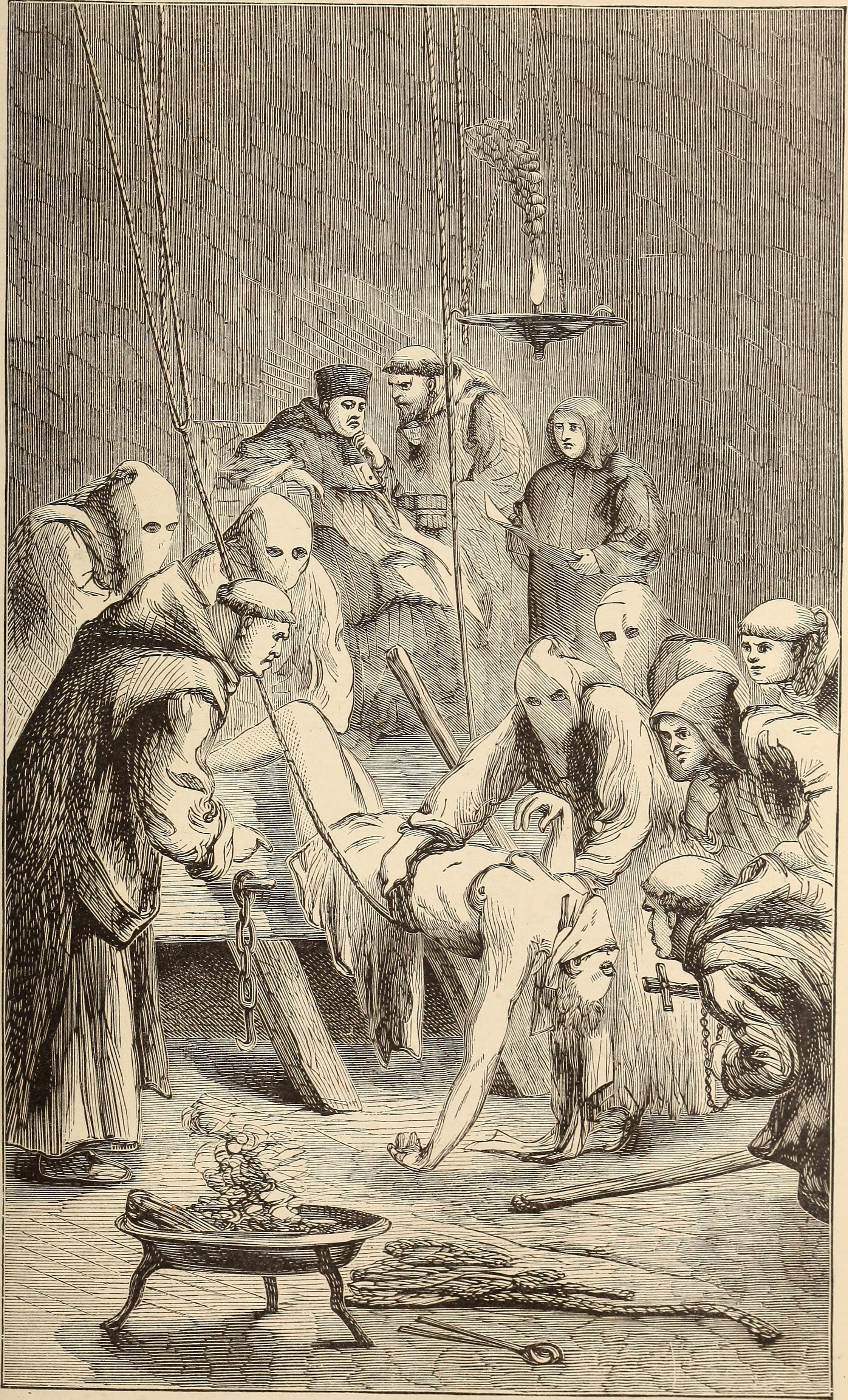
Torture de Jean Pécolat

Jean Pécolat, né après 1487 à Genève et mort après 1540, est une personnalité politique et un patriote genevois. 

## Biographie
Membre du Conseil des Cinquante à trois reprises (1510, 1513, 1526), du Conseil des Deux-Cents (1527, 1529) et du Conseil des Soixante (1535-1537). Allié de Philibert Berthelier au sein du Parti des Patriotes, il est arrêté et torturé en 1517 sur ordre de l'évêque Jean-François de Savoie pour obtenir des aveux contre Berthelier. Libéré grâce à l'intervention de François Bonivard et de l'archevêque de Vienne, il réintégrera par la suite le Conseil des Cinquante et deviendra même châtelain de Peney en 1537-38. 
Une rue porte son nom à Genève, située entre la rue du Mont-Blanc et la rue des Alpes.